# エビフライ
エビフライ（海老フライ）は、海老を多量の食用油で揚げた日本発祥の料理である。日本で開発されたフライ料理の一つであり、代表的な洋食料理である。

## 概要
海老をカツの手法によって、多量の食用油で揚げて作る料理で、キャベツ、キュウリ、トマトなどの野菜が添えて出されることが多い。多くの場合、タルタルソースやウスターソースなどをつけて食べる。
エビフライの素材は、高級店では主に車エビが使用されるが、漁獲量の低迷と価格高騰の影響があり、一般的にはブラックタイガー（ウシエビ）を使用する店が多い。他に高級品でコウライエビ（大正エビ）、イセエビ、ニシキエビなどを使う例もある。冷凍食品などでは安価なバナメイエビが用いられることが多い。
アメリカではエビをまっすぐに揚げるスタイルは一般的ではなく、数センチの材料を伸ばさずに使う丸まった仕上がりのものが普通である。

## 歴史
発祥は諸説あり、確かではないが、本項では代表的な説を以下に示す。
- 1900年（明治33年）に、東京銀座の洋食屋「煉瓦亭」で豚カツ・メンチカツが人気を博したことから着想を得て、同様のフライ料理（カツ料理）として考案された説[3][4][5]。

- 明治時代にカツレツと天ぷらから考案[誰?]されたとする説。西洋料理の魚のフライと、江戸料理のてんぷらが結びついてできたとする説[6]。1895年（明治28年）の『簡易料理』にイセエビやクルマエビの「フライ」[7]、1913年（大正2年）の『食道楽続編 夏の巻』に「海老のカツレツ」の作り方が紹介されている[8]。

## 作り方、食べ方

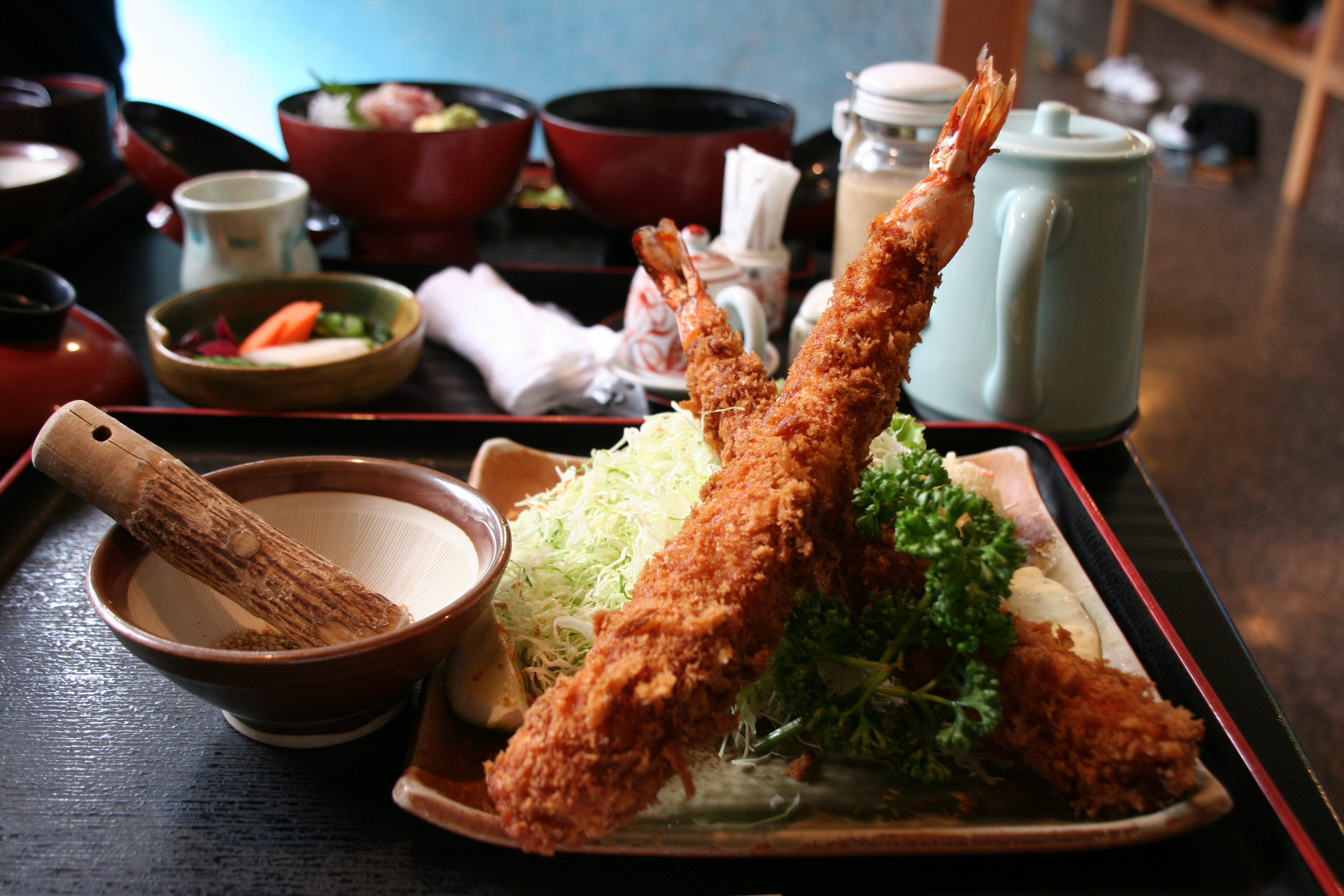
立てて盛り付けた場合

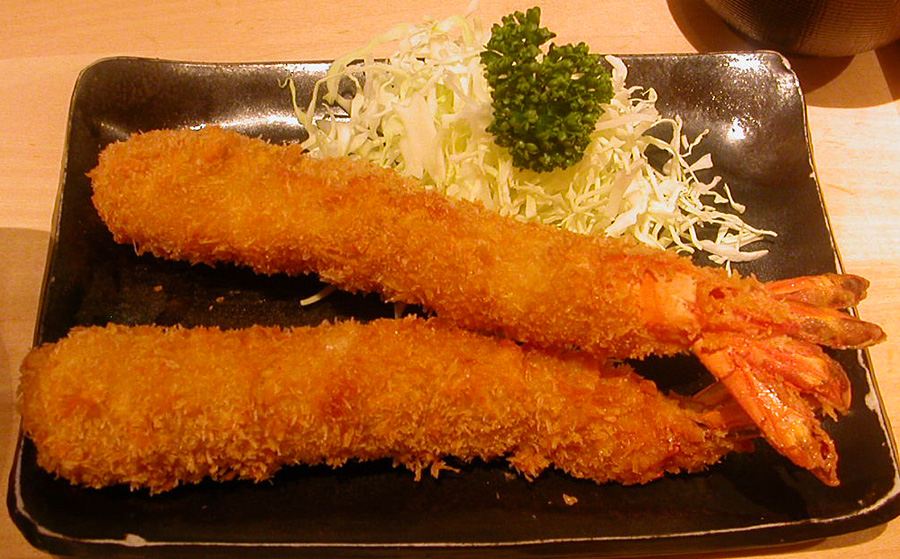
寝かせて盛り付けた場合

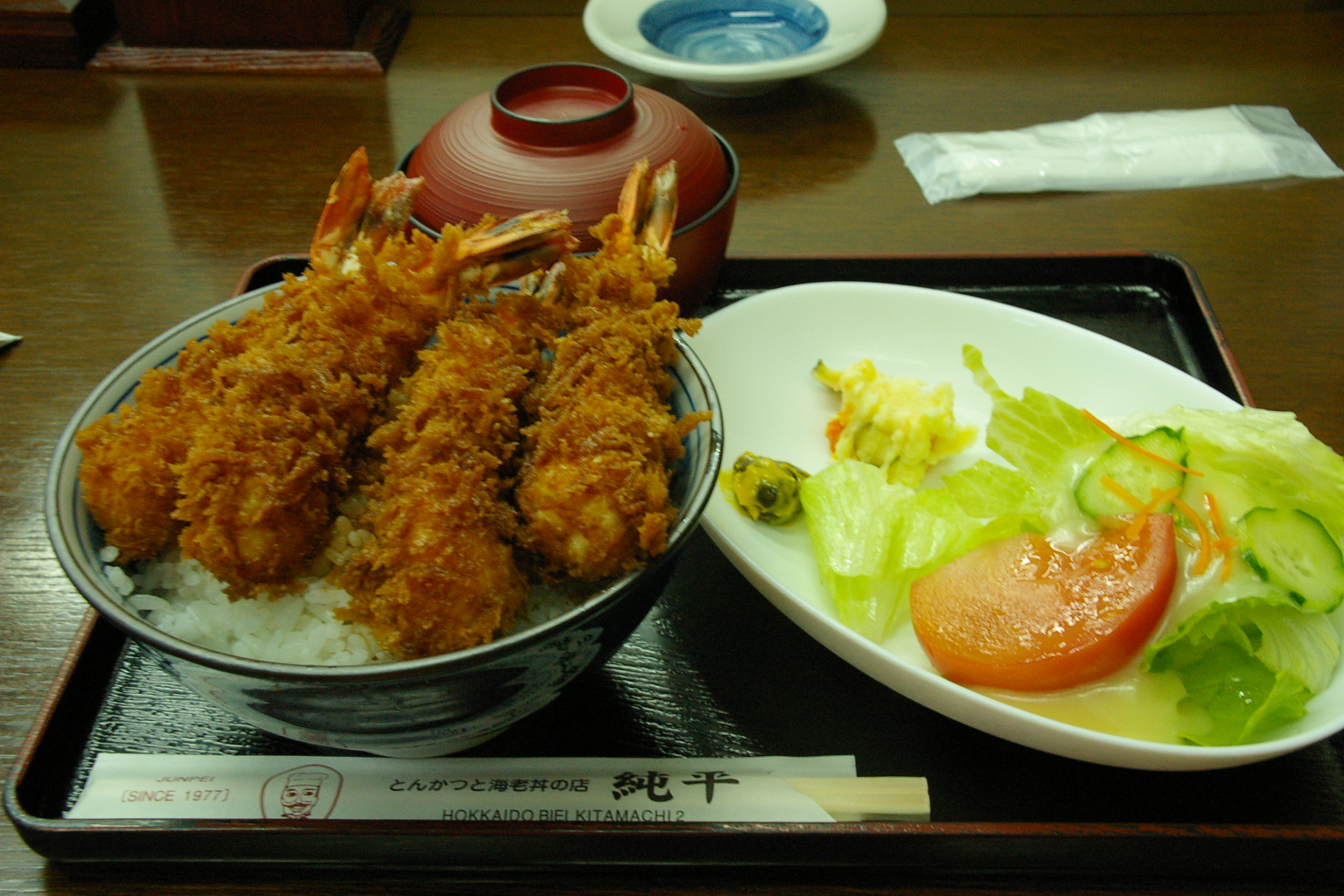
海老丼（北海道美瑛町の純平にて）

殻をむいた海老の背わたを取り、丸まらないように背中方向へ伸ばす。
伸ばし方としては腹側に何箇所か小さい切れ込みを入れ、背中から押しつぶすように、腹のスジが「プチプチ」と切れるように、好みの大きさになるまで「つぶし伸ばす」。
その後、小麦粉、溶き卵、パン粉の順に衣をつけ、食用油で揚げる。ふっくらとしたボリュームのある衣に仕上げるためには衣を2度付けすると良いとされる。
一部の店では、殻をむく際に頭を取らずに有頭で仕上げる場合もあり、この場合には頭部には衣をつけない。
トンカツソースや中濃ソース、レモンの果汁、タルタルソース、醤油、トマトケチャップなどをかけて食べることが多い。ナイフ・フォークを使って洋風に、また箸を使い、単品料理や定食等で食べる場合が一般的だが、パンの間に挟んだエビフライサンド、卵綴じにしてご飯に乗せたエビフライ丼と言ったメニューも知られている。
現在は、簡単に調理が出来る冷凍食品も多く販売されており、お弁当のおかずなどとしても利用されている。

## エビフライと名古屋
タモリがかつて名古屋を揶揄する一連のネタの中で、「名古屋弁では（エビフライを）エビフリャーと言う」と発言したことが巷間に広がり、名古屋めしの一種であるかのような誤解が広がった。その誤解に乗じて、エビフライを名物料理であるかのように提供する飲食店も、名古屋には多数ある。三河湾は日本有数のクルマエビの産地であり、えびおろしや天むすなど元来から海老を使った名古屋めしも存在する。1990年（平成2年）、クルマエビは愛知県の魚として登録された。
実際には名古屋弁で外来語の「フライ」が老年層で「フレァー ([ɸuɾæː]) 」のような発音になることはあっても、「（エビ）フリャー」と言うことはまずない。

## 中国の炸板蝦
中国山東省は、エビの産地であり、青島周辺が1898年からドイツの租借地となった歴史もあって、カツレツの手法をつかった中型のエビのフライ「炸板蝦」（ジャーバンシア）が山東料理レストランなどで出されている。日本のエビフライと違う点は、背開きで平たい形状にして、塩などで下味を付け、細かなパン粉を付けることである。ウスターソースなどは付けない。

## Unicodeへの採用
Unicode6.0において、Fried Shrimpの名称でエビフライの絵文字が採用されている。
| 記号 | Unicode | JIS X 0213 | 文字参照            | 名称         |
| ---- | ------- | ---------- | ------------------- | ------------ |
| 🍤   | U+1F364 | -          | &#x1F364; &#127844; | FRIED SHRIMP |